# Eerste klas (openbaar vervoer)

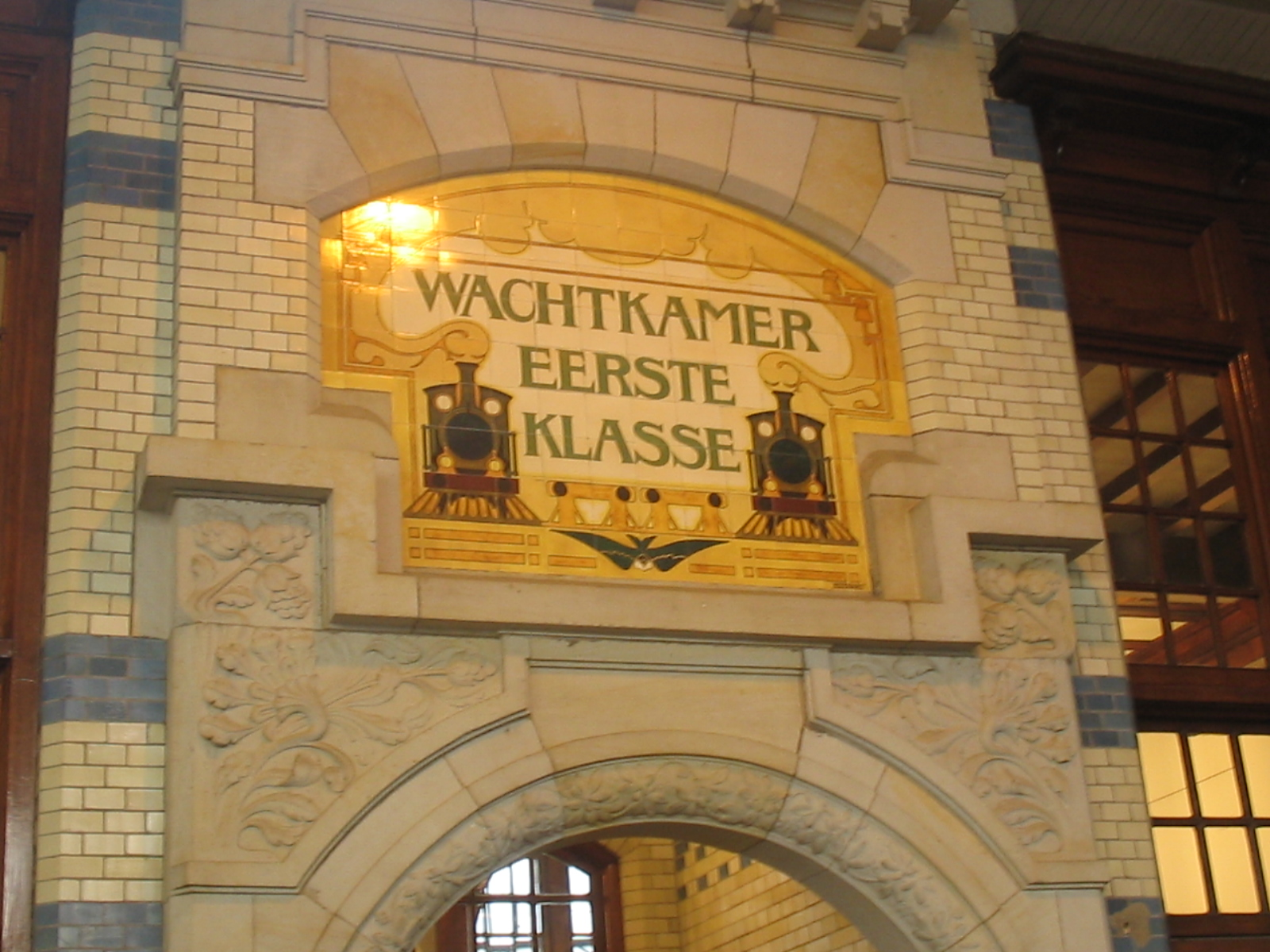
Op grotere stations bevond zich vroeger een aparte wachtkamer voor de eerste klasse, zoals hier in Haarlem (2006)

De eerste klas of eerste klasse is de meest luxueuze comfortklasse in het openbaar vervoer, vooral in treinen, maar ook bij sommige andere vormen van vervoer, zoals op schepen. Vroeger hadden ook sommige tramlijnen eerste klas. 
In een aantal landen heeft de eerste klas een andere naam: zo heet zij bij de Thalys comfort 1 en bij de langeafstandstreinen in Australië gold (kangaroo) service. Andere vervoersvormen, zoals het vliegtuig, gebruiken aanduidingen zoals first class, businessclass, executive class, comfort class, star class en royal class.

## Kenmerken
Van buiten is de eerste klas herkenbaar aan het cijfer 1 en aan een gele streep over de lengte van de trein, boven de ramen. Bij de Nederlandse Spoorwegen, waar geel een huiskleur is, is de gele streep vervangen door een (soms geblokte) blauwe of witte streep, ook wel boven én onder de ramen. In Nederlandse treinen waren de stoelen van de eerste klas tot het begin van de eenentwintigste eeuw vrijwel altijd blauw en de stoelen van de tweede klas rood. Daarna werd dat precies andersom: rode stoelen in de eerste klas en blauwe in de tweede.
De klapstoeltjes op het balkon van een trein behoren tot de tweede klas. Meestal zijn de eerste en tweede klas door wanden gescheiden. Een uitzondering gold voor de Nederlandse DE1 (Blauwe Engel). Dit treintje, bestaande uit slechts één rijtuig, had twee compartimenten (roken en niet-roken) en de eerste klas bestond uit acht zitplaatsen in het niet-rokencompartiment, zonder scheidingswand. In vliegtuigen bestaat de scheiding vaak uit een gordijn dat, om veiligheidsredenen, tijdens het opstijgen en landen geopend wordt.

### Verschillen met tweede klas
De eerste klas heeft een hoger tarief dan de tweede klas en onderscheidt zich door comfortabelere, ruimere zitplaatsen, meer beenruimte en regelmatig ook extra faciliteiten, zoals aansluitingen voor het werken met laptops. In sommige landen houdt het in dat er een persoonlijker service is. In het vliegtuig is de catering beter. Ook is de eerste klas door het prijsverschil doorgaans rustiger dan de tweede klas.
Bij drukte kan een conducteur toestaan dat reizigers in de eerste klas plaatsnemen, ook als ze een tweedeklaskaartje hebben. Hierdoor vervalt echter het grootste voordeel (meer rust) waar eersteklasreizigers voor betalen. Ook in vliegtuigen kan men toestaan dat een tweedeklasreiziger in de eerste klas plaatsneemt (bij de plaatsreservering of achteraf), waardoor zo'n reiziger dan ook het voordeel heeft van de betere verzorging.
In mei 2025 werd bekend dat de Nederlandse Spoorwegen (NS) uit 190 Sprinter-treinen een deel van de eerste klas zouden ombouwen tot tweede klas vanwege de efficiëntie. Uit recente cijfers bleek namelijk dat tijdens de spits maar circa 10% van de zitplaatsen in de eerste klas werden gebruikt, terwijl veel reizigers moesten staan omdat er te weinig tweeklaszitplaatsen waren. Een belangrijke oorzaak is dat veel Nederlanders die voorheen dagelijks met de eerste klas in de sprinter tussen huis en kantoor reisden, sinds de coronapandemie in 2020 vaker enkele dagen per week zijn gaan thuiswerken in plaats van op kantoor. De sindsdien structureel vrijgekomen ruimte zouden de NS gaan aanpassen om 3580 extra stoelen voor tweedeklasreizigers toe te voegen; het ombouwen van de sprinters kost relatief weinig tijd. In intercity's bleven de reizigersaantallen voor beide klassen relatief stabiel en werden geen veranderingen uitgevoerd.

## Andere klassen
Vóór 1956 was er bij spoorvervoerders in Europa nog een derde klas. Per 3 juni 1956 werd op voordracht van de UIC de derde klas afgeschaft en werd in Europa overgegaan op een tweeklassensysteem. Vervolgens werd de toenmalige derde klas gewijzigd in de huidige tweede klas en de toenmalige tweede klas werd eerste klas. De oorspronkelijke eerste klas, die alleen in grensoverschrijdende treinen nog aanwezig was, keerde in 1957 bij de TEE terug als speciale toeslag op de eerste klas. In de tijd dat er in Europa nog aparte compartimenten waren voor de toen gehanteerde twee geslachten, waren die in de eerste klas vaak aangeduid als dames en heren en in de derde klas als mannen en vrouwen.
Buiten Europa, in landen als bijvoorbeeld Thailand en India, bestaan wel nog meer dan twee klassen en is het verschil in comfort en verzorging tussen de eerste en andere klassen vaak aanzienlijk. Sommige treinen, zoals de voormalige TEE, en de eerste Duitse Intercitytreinen, hadden uitsluitend eerste klas. Daarentegen hebben sommige lokale treinen in het geheel geen eerste klas.

## Interieurfoto's

### Nederland

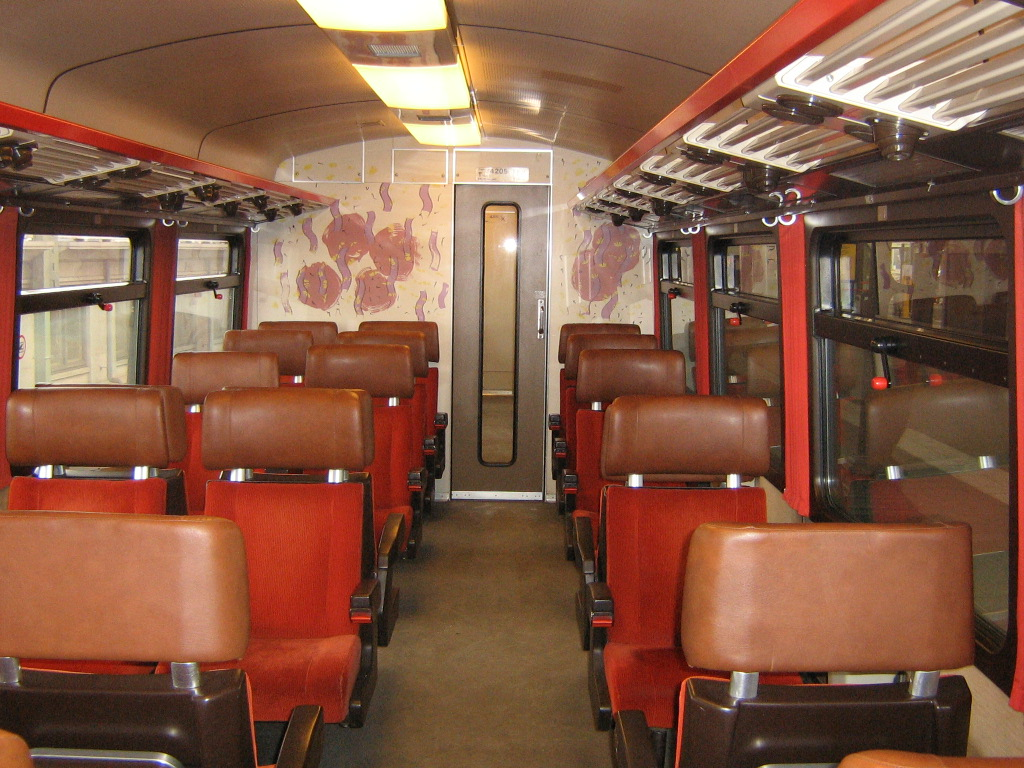
ICM (1+2)
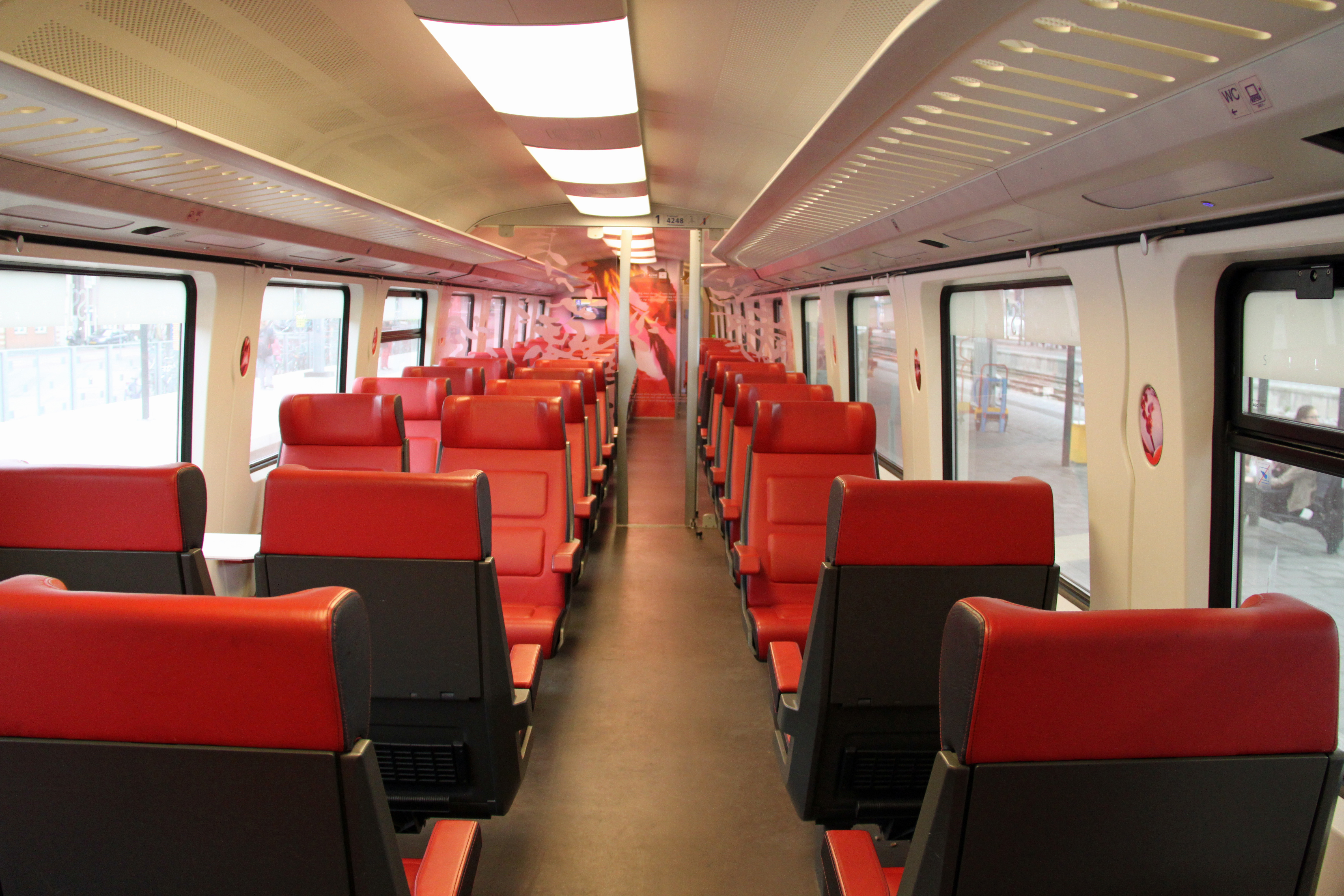
ICMm (1+2)
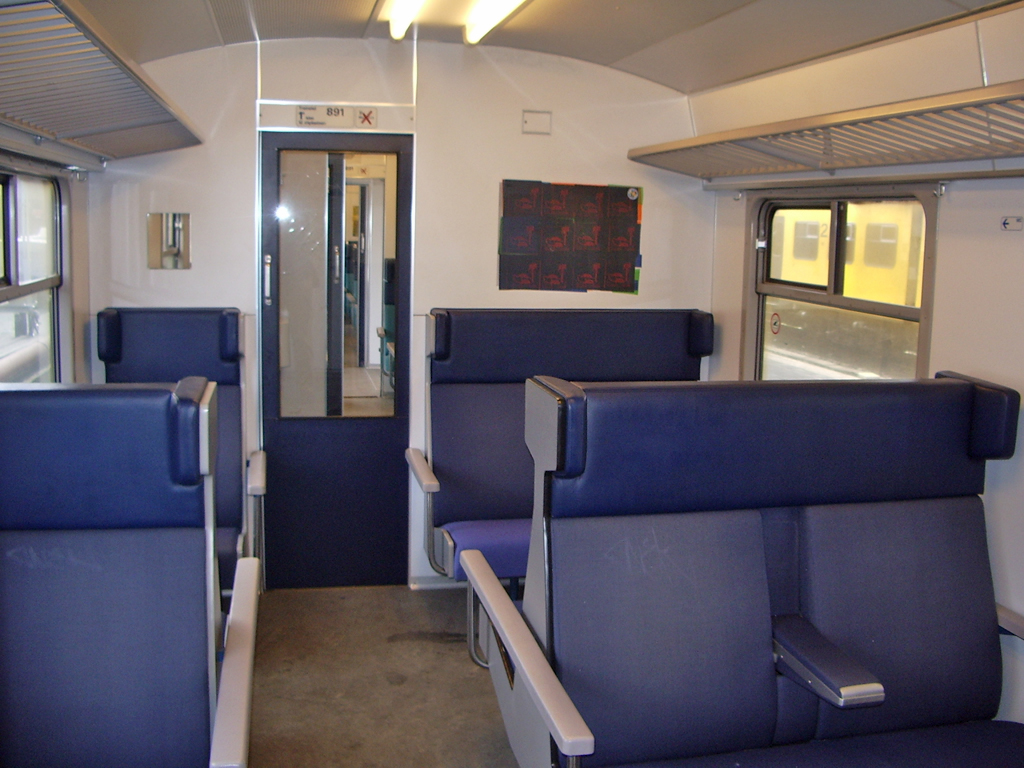
Plan V (1+2)
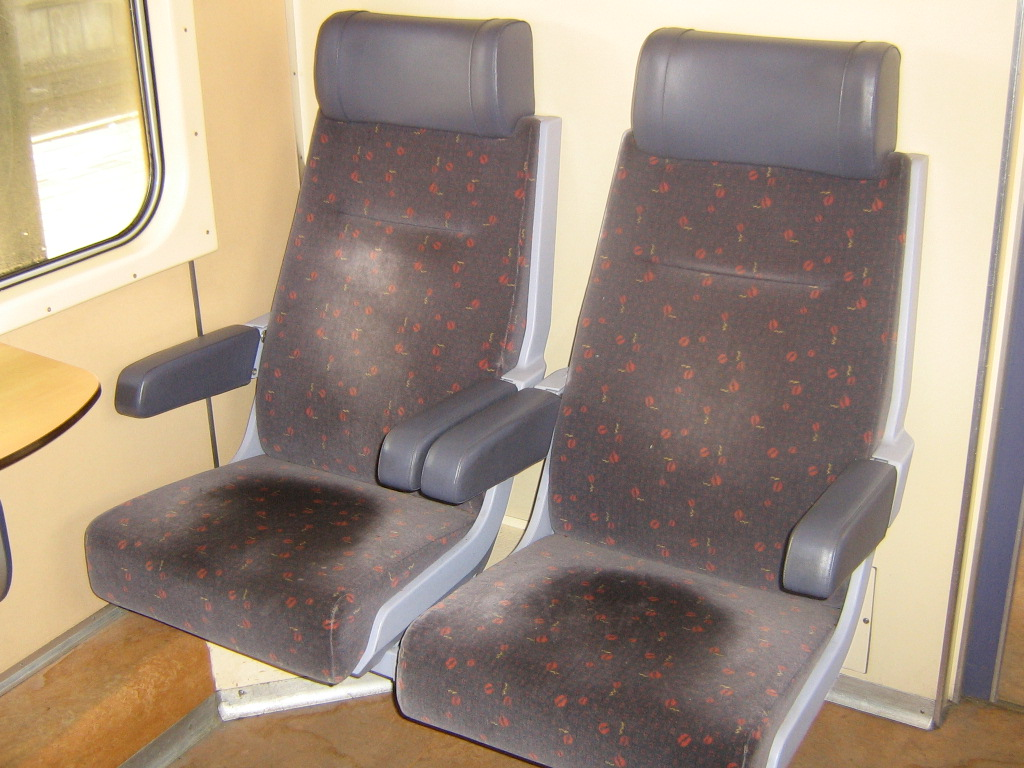
Plan T (1+2)
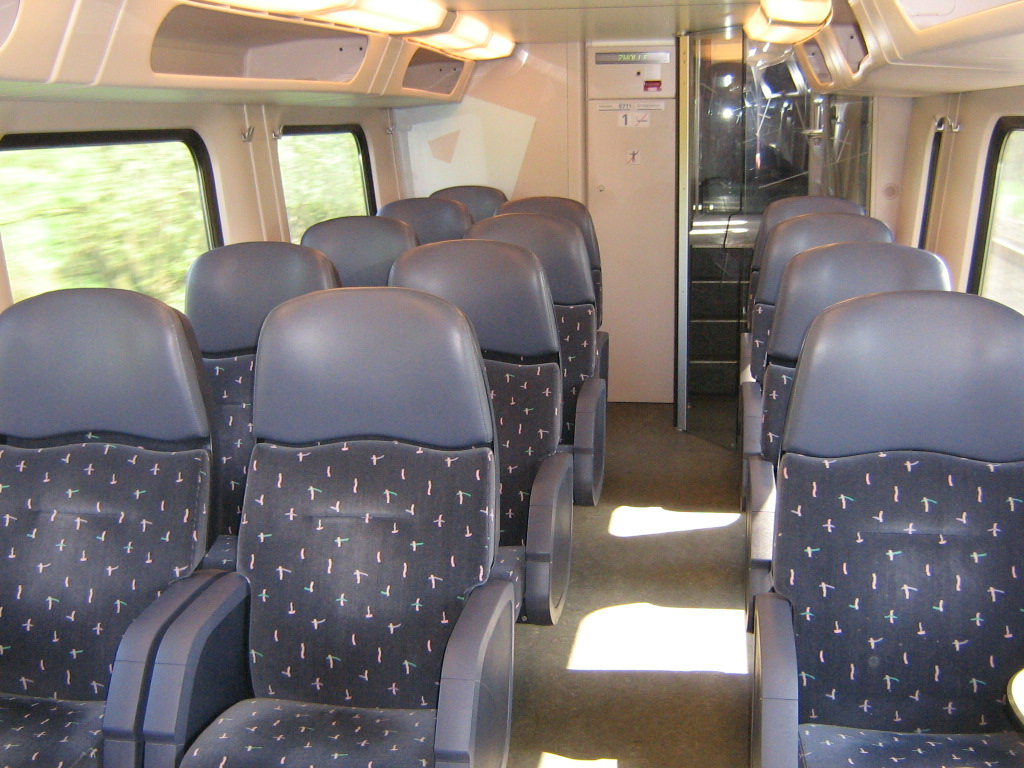
DD-IRM (1+2)
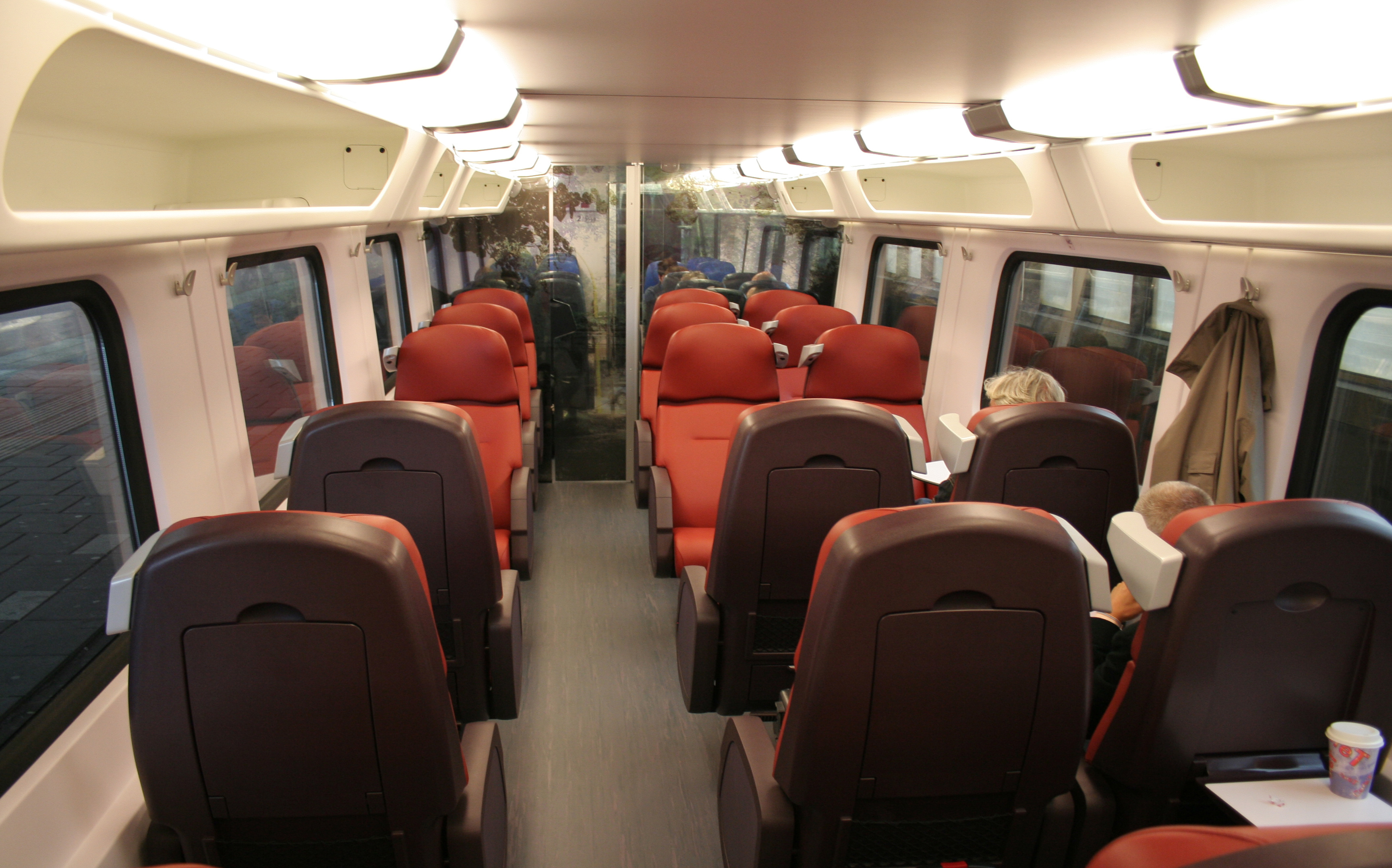
VIRM 4 (1+2)
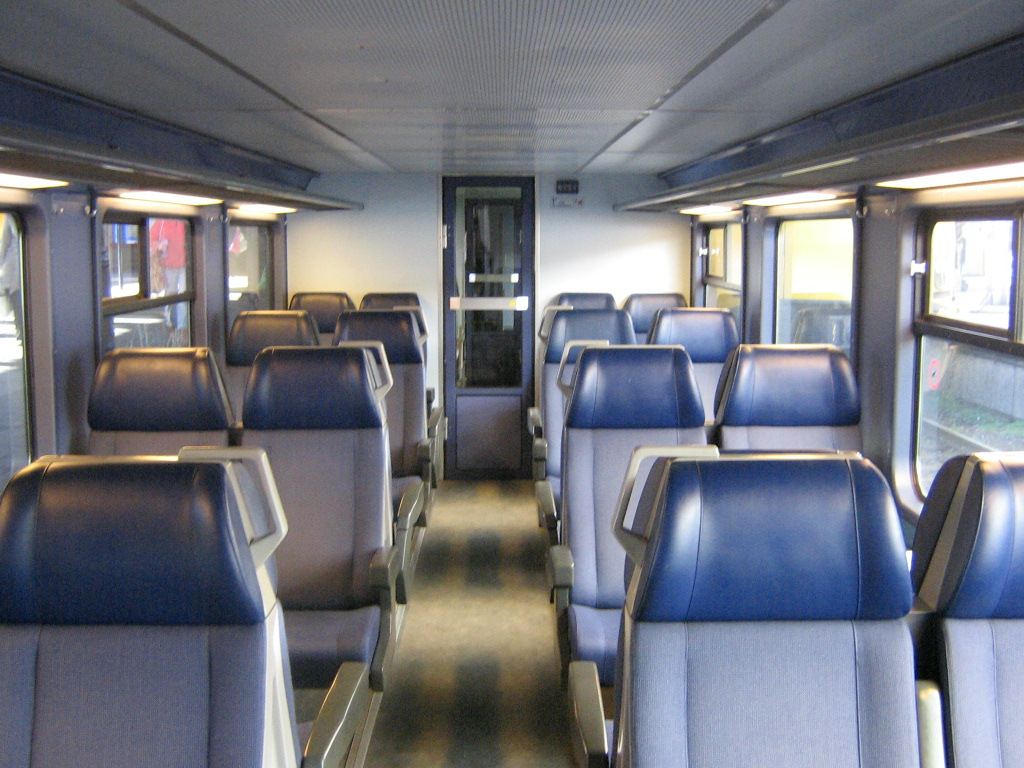
DD-AR (2+2)
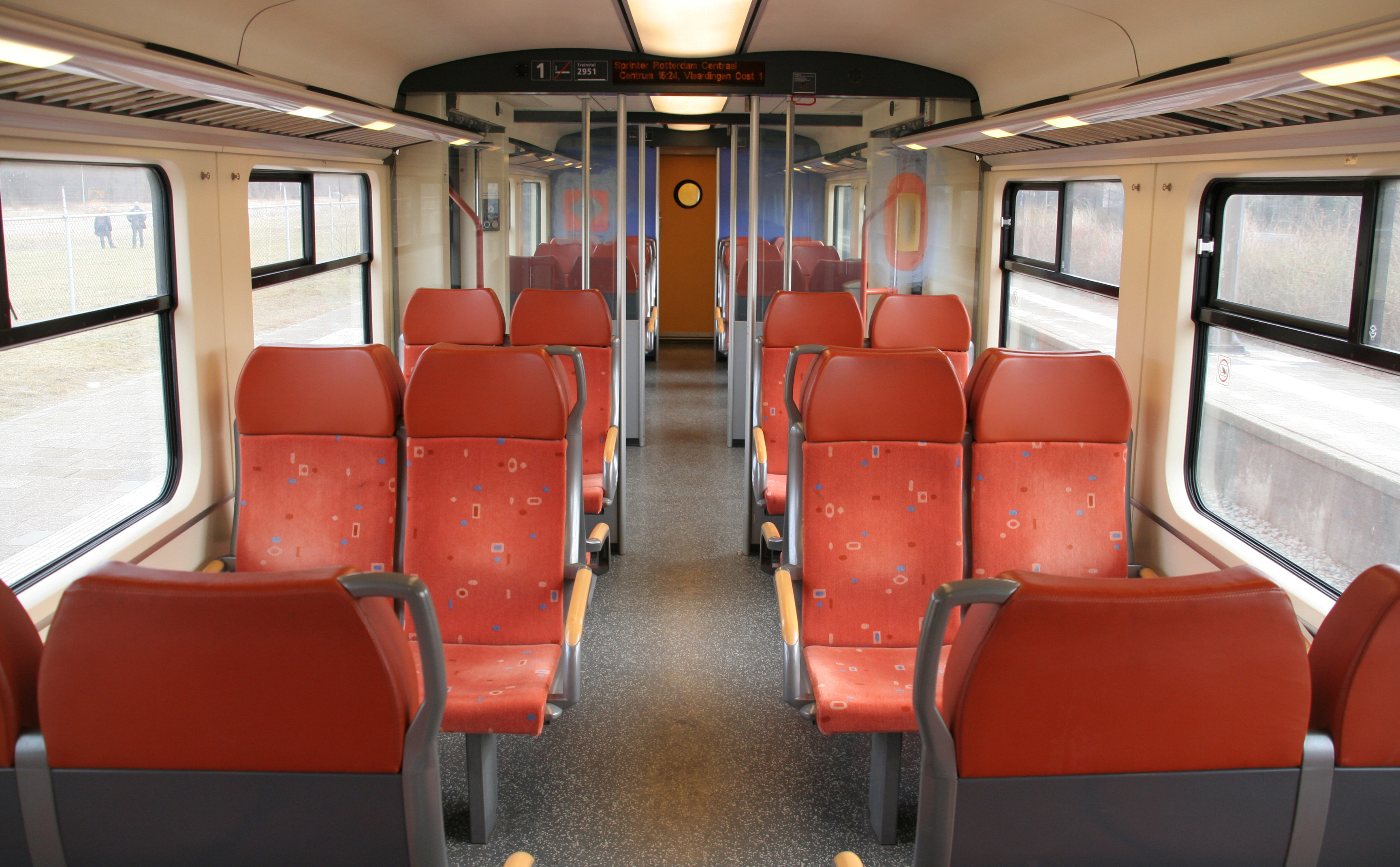
SGMm (2+2)
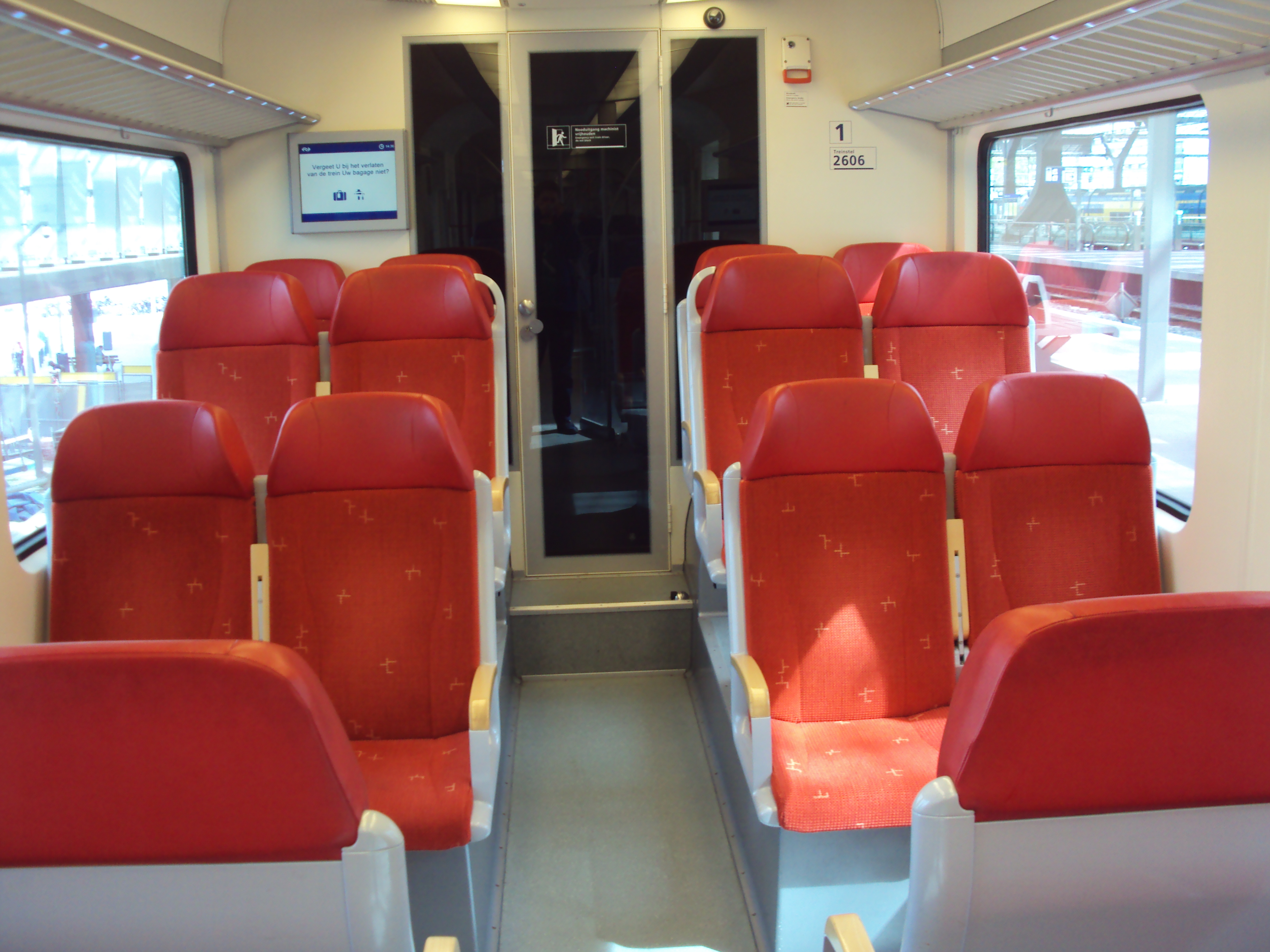
SLT (2+2)

### België

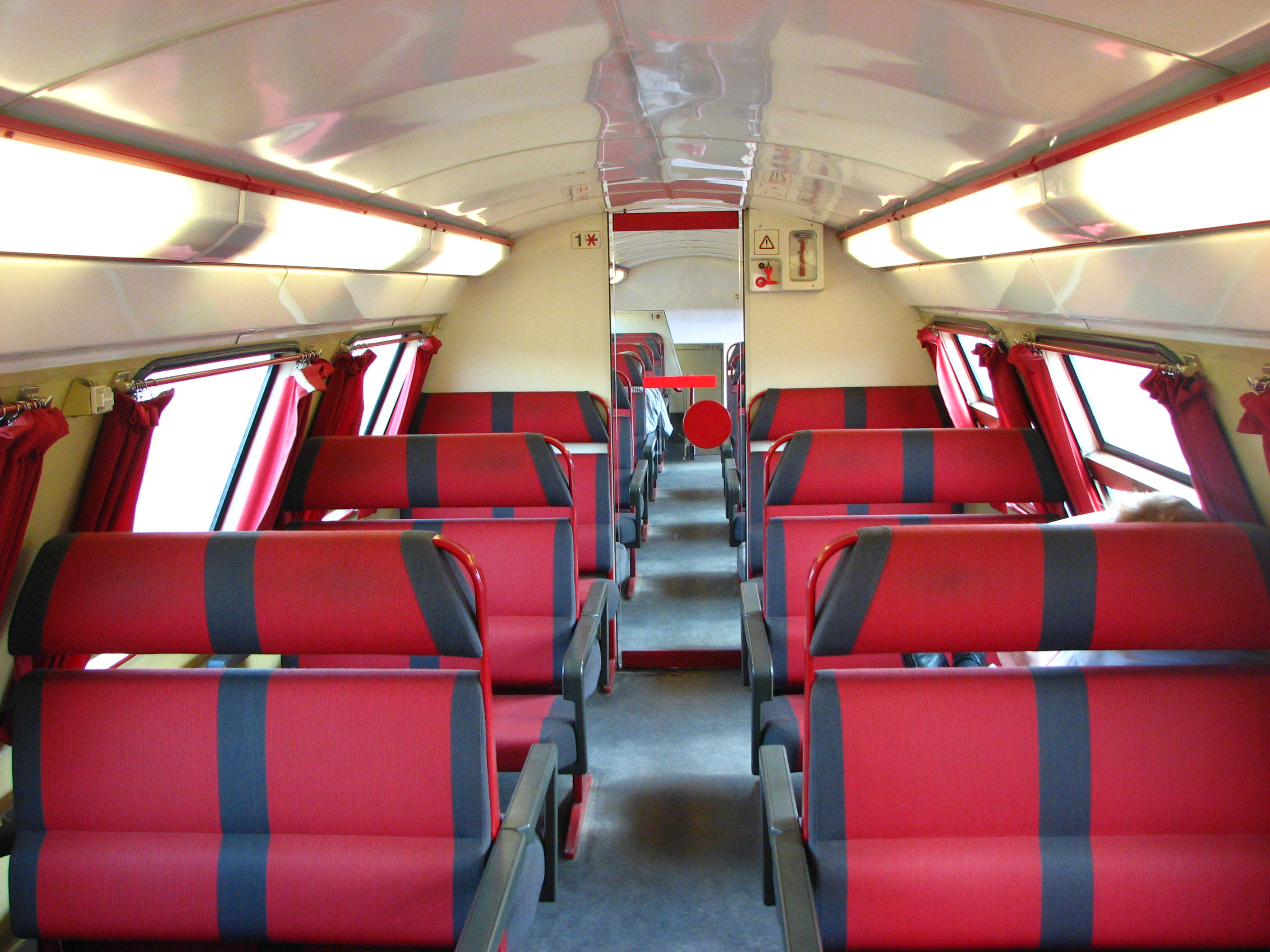
M5 (2+2)
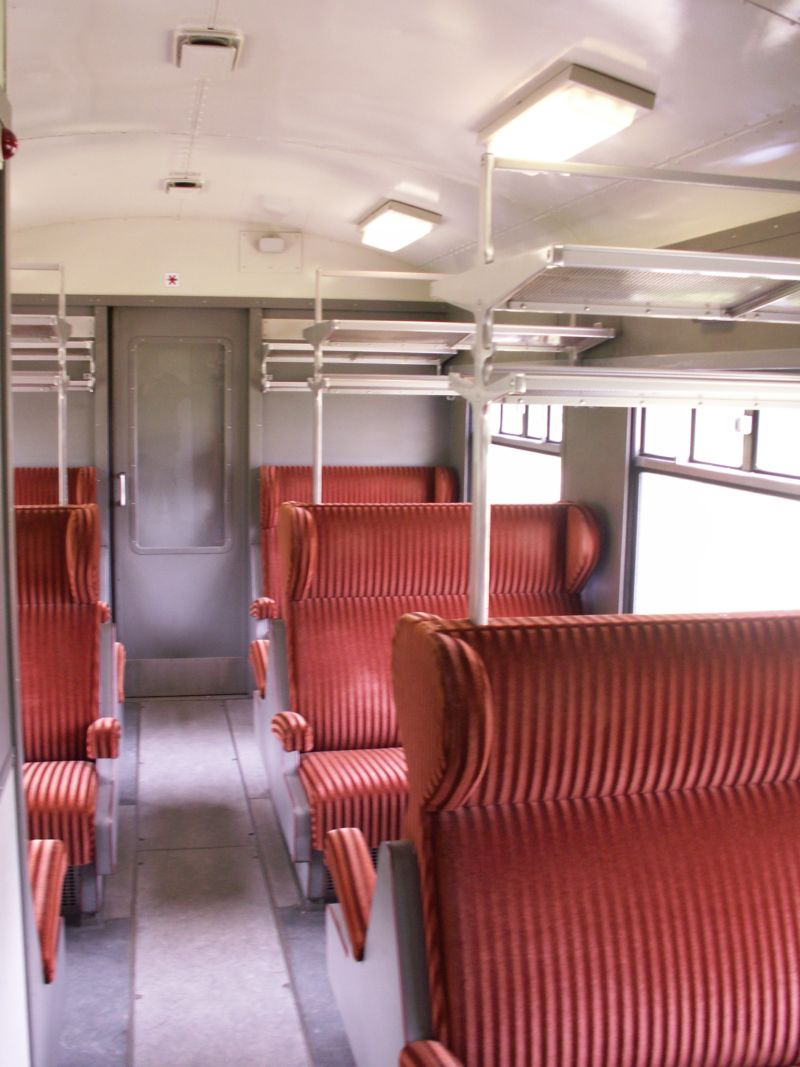
MS70 (2+2)
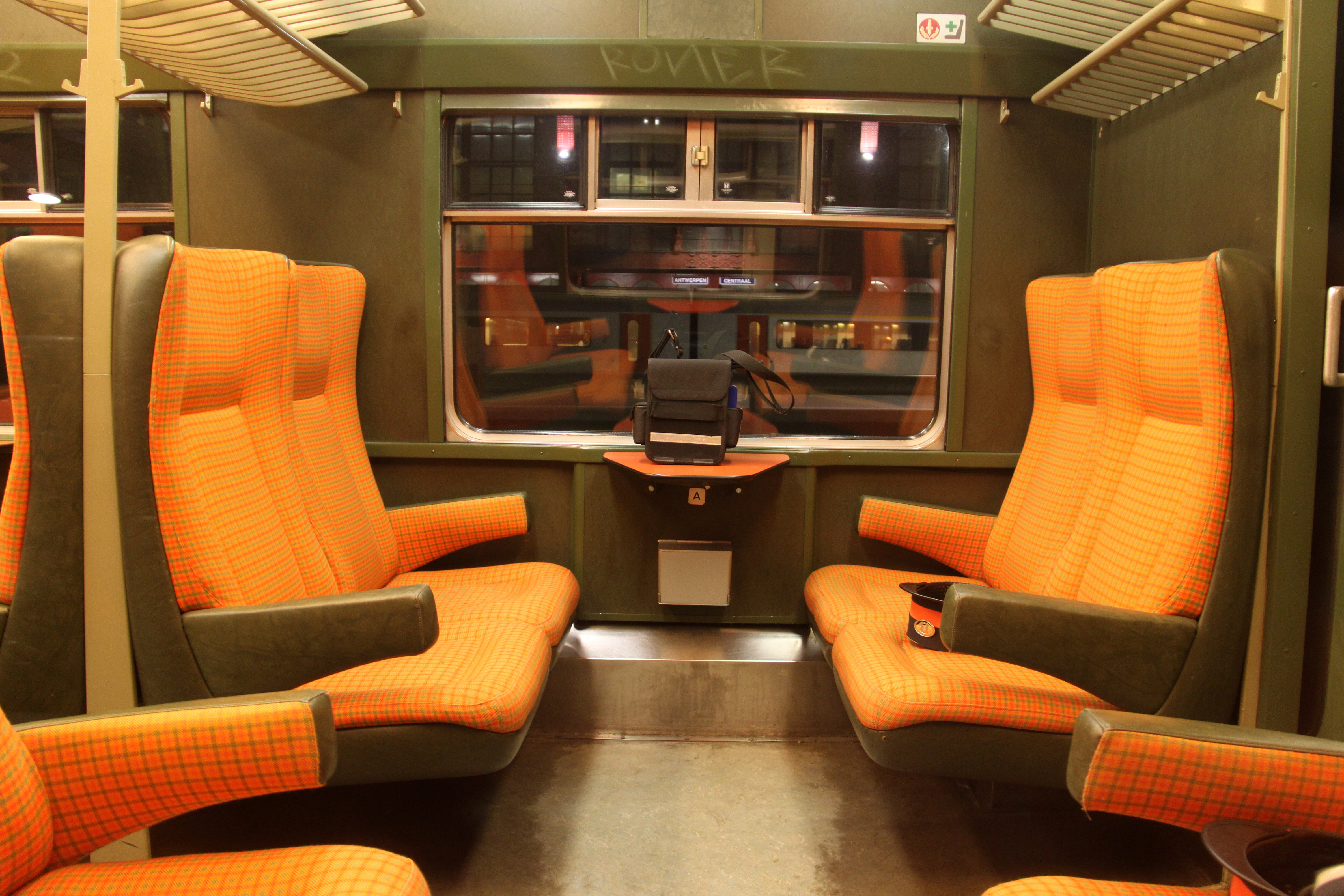
MS75 (2+2)
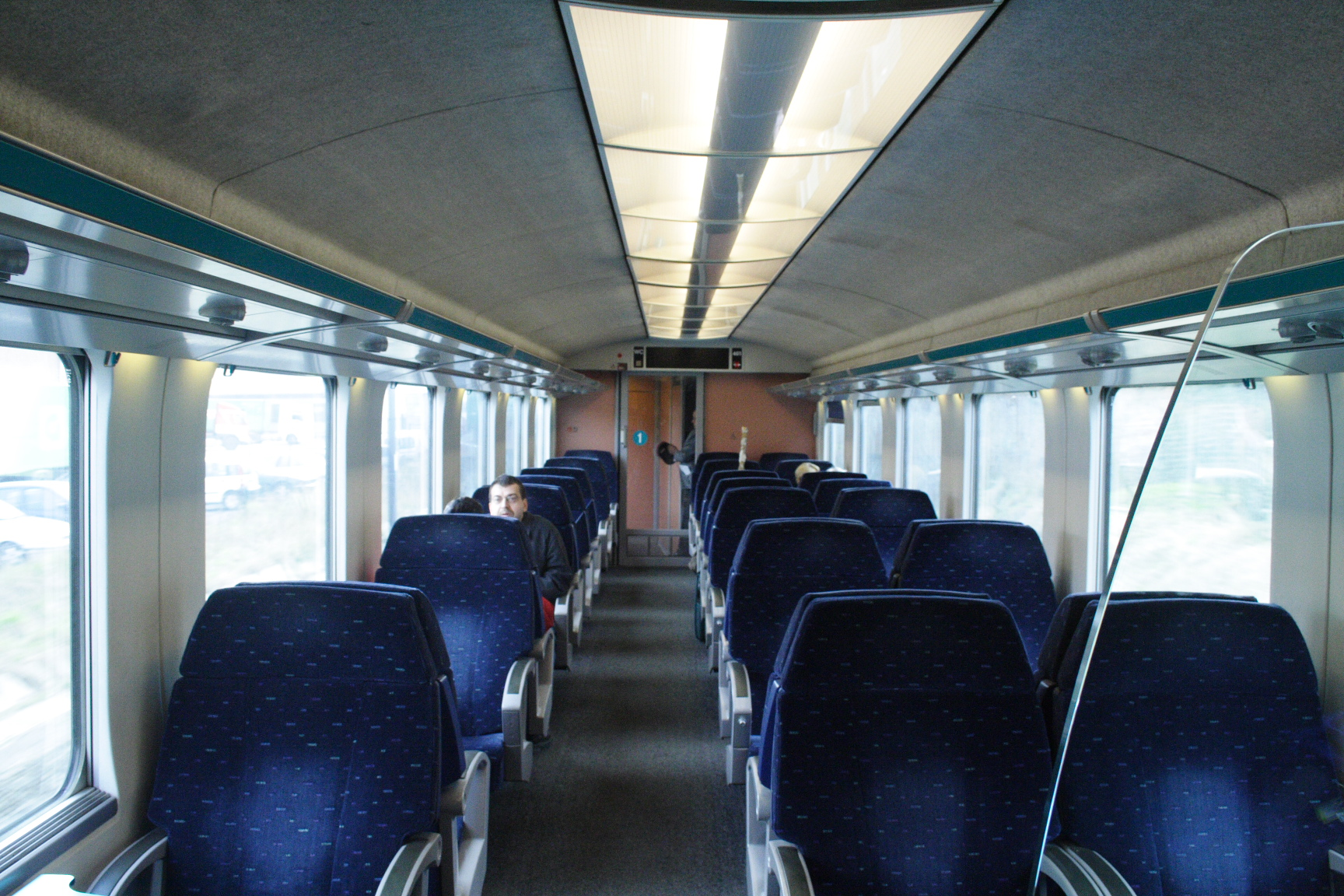
MS96 (1+2)
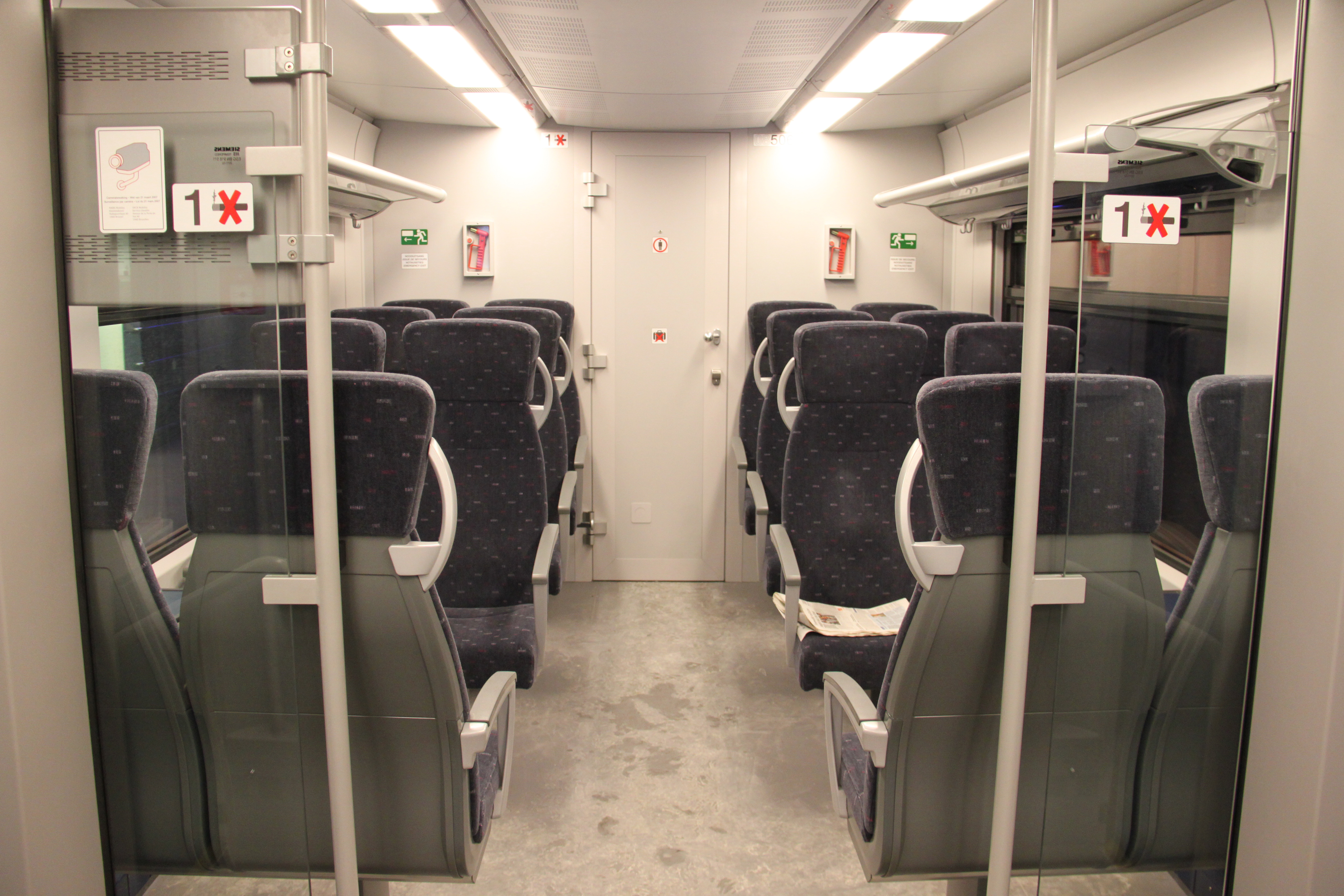
MS08 (2+2)
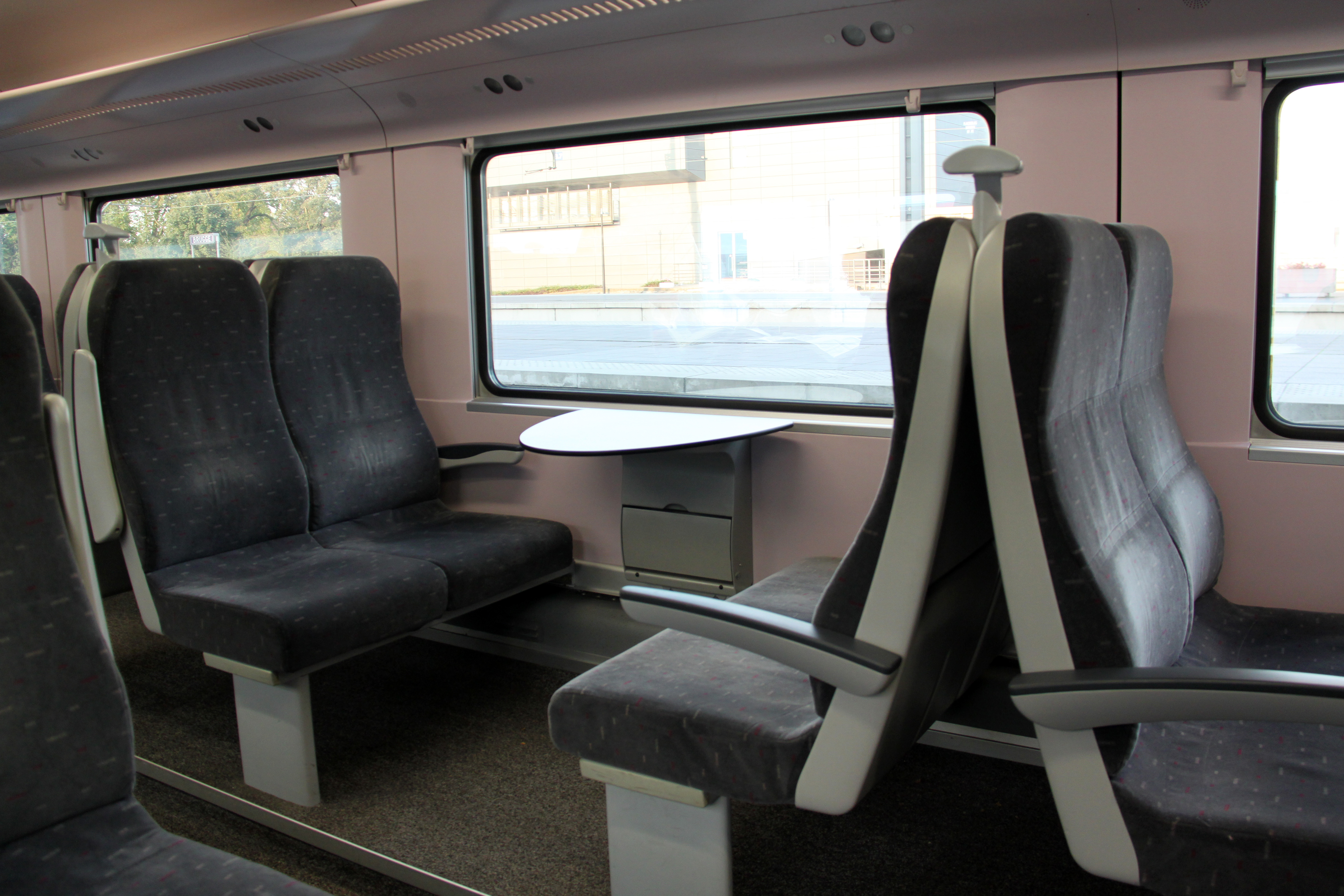
M6 (2+2)